# TEVD 22
Der TEVD 22 ist ein elektrischer Triebwagen der Elektrischen Tatrabahn (Tatranská elektrická vicinálna dráha; TEVD). Bei den Tschechoslowakischen Staatsbahnen erhielt das Fahrzeug später die Nummer EMU 26.01. Er ist als betriebsfähiges Museumsfahrzeug erhalten geblieben.

## Geschichte
Nachdem der Gesamtverkehr der Tatrabahn fertiggestellt war und ein durchgängiger Betrieb mit 1500 V Gleichstrom möglich war, wurden bei Ganz & Co. und SSW in Budapest Fahrzeuge beschafft. Nach dem EMU 25.0 wurde dieses Fahrzeug für den Posttransport bestellt.
Es ist nicht mehr nachvollziehbar, wann das Fahrzeug vom Postverkehr zurückgezogen wurde und als Dienstfahrzeug weiterverwendet wurde. Laut Literatur soll es einige Zeit lang auch als Anschlussbedienungsfahrzeug eingesetzt sein, bevor es für den Bauzugbetrieb und als Schneepflug Verwendung fand.
In der Form wurde das Fahrzeug für die Nachwelt gerettet. 1983 wurde es von Enthusiasten im Depot Poprad erstmals renoviert. Im Jahr 1987 wurde es anlässlich eines Filmes von dem slowakischen Fernsehen in den betriebsfähigen Stand gesetzt. Seither dient es als beliebtes Ausflugsfahrzeug mit einem Beiwagen ebenfalls aus der Anfangszeit der Bahn.

## Technische Merkmale
Der Wagen ist wie die älteren EMU 25.0 und EMU 28.0 vom Grundsatz her eine Straßenbahnkonstruktion mit einer selbsttätigen Traktionsbremse. Es ist heute nicht mehr nachvollziehbar, ob es sich hier um eine Saugluft- oder eine Druckluftbremse handelte.
Es war ein zweiachsiges Fahrzeug. Die beiden Fahrmotoren konnten in Serienschaltung und Parallelschaltung betrieben werden. In beiden Schaltstellungen hatte es vier Fahrstufen und eine Sparstufe. Gegenüber dem EMU 25.0 war das Fahrzeug mit einer elektrischen Widerstandsbremse ausgerüstet.